# Sân bay Santos Dumont
Sân bay Santos Dumont (IATA: SDU, ICAO: SBRJ) là một sân bay phục vụ Rio de Janeiro, Brasil. Đây là sân bay chính thứ hai của thành phố này, sau Sân bay quốc tế Rio de Janeiro-Galeão. Sân bay này nằm cách trung tâm thành phố 2 km. Tên sân bay được đặt theo Alberto Santos-Dumont. Sân bay Santos Dumont hiện thuộc quản lý của Infraero.
Đây là sân bay đầu tiên của Rio de Janeiro, ban đầu được xây trên một vùng đất lấn biển để phục vụ các tuyến quốc tế và xuyên lục địa. Kiến trúc sư là MMM Roberto (Marcelo, Milton và Mauricio Roberto Doria-Baptista). Do bị hỏa hoạn tàn phá nhà ga chính năm 1999, sân bay này đã bị ngưng hoạt động trong 6 tháng. Kể từ năm 2004, sân bay này chỉ phục vụ các chuyến bay nối với Sân bay quốc tế Congonhas-São Paulo và một số chuyến nhỏ khu vực khác. Năm 2007, sân bay này phục vụ 3.214.415 lượt khách với 65.689 lượt chuyến .

## Các hãng hàng không và các điểm đến
- Gol Transportes Aéreos (São Paulo-Congonhas)
- TAM Airlines (São Paulo-Congonhas)
- Varig (São Paulo-Congonhas)
- OceanAir (Cabo Frio, Campos dos Goytacazes, Macaé, São José dos Campos, São Paulo-Congonhas, Belo Horizonte-Pampulha, Juiz de Fora, Vitória)
- Team (Macaé, Búzios, Cabo Frio)
- Total Linhas Aéreas (Belo Horizonte-Pampulha, Cabo Frio, Macaé, Ribeirão Preto, Uberlandia, São João del Rey)
- Passaredo linhas Aéreas (Ribeirão Preto)